# Samtgemeinde Hanstedt
De Samtgemeinde Hanstedt is een Samtgemeinde in de Duitse deelstaat Nedersaksen. Het is een samenwerkingsverband van zes kleinere gemeenten in het Landkreis Harburg. Het bestuur is gevestigd in Hanstedt.
De zes gemeentes liggen in het noordwestelijke gedeelte van de Lüneburger Heide, een toeristisch aantrekkelijk gebied.  Het toerisme is dan ook het belangrijkste middel van bestaan in de Samtgemeinde Hanstedt. Op de zes bedrijventerreinen in de Samtgemeinde zijn nagenoeg alleen ondernemingen van plaatselijke of ten hoogste regionale betekenis gevestigd.
De belangrijkste verkeersader is de noord-zuidverbinding via de Autobahn A7 (Deense grens- Hamburg - Ulm - Oostenrijkse grens). Slechts 1 km ten oosten van Egestorf ligt afrit 41, en 1 km ten noorden van Evendorf, gemeente Egestorf, afrit 42 van deze autosnelweg.
De dichtstbijzijnde spoorlijn, die eveneens van noord naar zuid loopt, is de Heidebahn van Buchholz in der Nordheide naar Hannover Hauptbahnhof.  De stations te Handeloh (12 km ten westen van Hanstedt en 11 km ten noordwesten van Undeloh) en Buchholz (22 km noordwestwaarts) liggen het dichtst bij Hanstedt.
Door de gemeente loopt een aantal streekbuslijnen, waarvan de meeste schoolbusdiensten zijn. Deze bussen rijden op schooldagen één keer 's morgens vroeg en dan in de namiddag enkele keren in omgekeerde richting. Wel frequent rijden de bussen tussen Hanstedt en de stad Lüneburg, Station Buchholz en Station Hamburg-Harburg, evenals de lijn Undeloh-Egestorf v.v.. Voor toeristenvervoer rijden 's zomers extra bussen met de naam Heide-Shuttle.  Zie verder onderstaande externe link.
Voor overige informatie zie de artikelen over de zes afzonderlijke gemeentes.

## Deelnemende gemeenten, bevolkingscijfer
- Asendorf (2.118)
- Brackel (1.971)
- Egestorf (2.816)
- Hanstedt (6.196)
- Marxen (1.432)
- Undeloh (1.065)

Totaal aantal inwoners gehele Samtgemeinde : 15.598; peildatum 30 september 2022. Bron: website van de Samtgemeinde; in zoekfunctie aangegeven: Einwohnerzahlen.